# Oestergrenia incerta
Oestergrenia incerta is een zeekomkommer uit de familie Synaptidae.
De wetenschappelijke naam van de soort werd in 1875 gepubliceerd door Hubert Ludwig.